# Стребки (Липецкая область)
Стребки — деревня Воскресенского сельсовета Данковского района Липецкой области России.

## География
Деревня находится на левом берегу в излучине реки Птань. В Стребки заходит просёлочная дорога.

## Население
| 2010 |
| ---- |
| 2    |